# Муравйово (Дмитровський міський округ)
Муравйо́во (рос. Муравьёво) — присілок у складі Дмитровського міського округу Московської області, Росія.

## Населення
Населення — 69 осіб (2010; 56 у 2002).
Національний склад (станом на 2002 рік):
- росіяни — 93 %